# Bernard Germain de Lacépède
Bernard Germain Étienne de Laville-sur-Illon, conde de Lacépède (Agen, 26 de dezembro de 1756 — Épinay-sur-Seine, 6 de outubro de 1825), também conhecido por Bernard de Lacépède, foi um naturalista e político francês.

## Biografia
Nasceu em Agen, na Guienne. A sua leitura da obra Histoire naturelle, générale et particulière (História natural geral e particular) de Buffon despertou seu interesse para o estudo das ciências naturais, actividade que passou a absorver a maior parte do seu tempo.
Para além da leitura da obra dos naturalistas do tempo, dedicava os seu tempos livres à música, onde para além de ser ter tornado um bom executante de piano e órgão, adquiriu considerável proficiência na composição musical. Duas óperas por ele compostas, que nunca foram publicadas, mereceram a exigente aprovação do compositor Gluck.Nos anos de 1781–1785 compôs e publicou dois volumes da sua Poétique de la musique (Poética da música).
Entretanto escreveu dois tratados na área da física intitulados Essai sur l'électricité (Ensaio sobre a electricidade; 1781) e Physique générale et particulaire (Física geral e particular; 1782–1784), que lhe deram notoriedade e lhe granjearam a amizade de Buffon, que em 1785 o nomeou subdemonstrador no Jardin du Roi, propondo-lhe que continuasse a sua obra Histoire naturelle. O trabalho de continuação da obra de Buffon foi depois publicado com os títulos Histoire des quadrupèdes, ovipares et des serpents (2 vols., 1788–1789) e Histoire naturelle des reptiles (1789).
Depois da Revolução Francesa Lacépède tornou-se membro da Assembleia Legislativa, mas durante o Reino do Terror abandonou Paris, pois a sua via estava em risco por ter desaprovado os Massacres de Setembro.
Acalmada a situação política, quando o Jardin du Roi foi reorganizado como Jardin des Plantes, Lacépède foi nomeado para a cadeira destinada ao estudo dos répteis e peixes.
Em 1798 publicou o primeiro volume da Histoire naturelle des poissons (História natural dos peixes), obra cujo quinto e último volume apareceu em 1803. Em 1804 publicou a sua obra Histoire des cétacés (História dos cetáceos). Foi nesta época membro da Société des observateurs de l'homme.
A partir de dos primeiros anos da década de 1800 foi-se progressivamente dedicando à política, actividade que o absorveria até final da vida, com manifesto prejuízo da sua actividade científica. Em 1799 tornou-se senador, em 1801 presidente do Senado (Sénat Conservateur), cargo que também exerceria de 1807 a 1808 e de 1811 a 1813. Em 1803 foi nomeado grande-chanceler da Légion d'honneur e em 1804 Ministro de Estado. Com a Restauração dos Bourbon, em 1819 foi elevado a par da França.
Durante os seus últimos anos de vida escreveu a obra Histoire générale physique et civile de l'Europe (História geral física e civil da Europa), publicada postumamente em 18 volumes no ano de 1826. 
Foi eleito membro estrangeiro (sócio correspondente) da Academia Real das Ciências da Suécia em 1812.
Faleceu em Épinay-sur-Seine.

## Publicações
- Les ages de la nature et histoire de l'espèce humaine. Paris 1830 p.m.
- Histoire naturelle de l'homme. Pitois-Le Vrault, Paris 1827 p.m.
- Histoire générale, physique et civile de l'Europe. Cellot, Mame, Delaunay-Vallée & de Mat, Paris, Brüssel 1826 p.m.
- Histoire naturelle des quadrupèdes ovipares, serpents, poissons et cétacées. Eymery, Paris 1825.
- Histoire naturelle des cétacées. Plassan, Paris 1804.
- Notice historique sur la vie et les ouvrages de Dolomieu. Bossange, Paris 1802.
- La menagerie du Museum national d'histoire naturelle. Miger, Paris 1801–04.
- Discours d'ouverture et de clôture du cours de zoologie. Plassan, Paris 1801.
- Discours d'ouverture et de clôture du cours d'histoire naturelle. Plassan, Paris 1799.
- Histoire naturelle des poissons. Plassan, Paris 1798–1803.
- Discours d'ouverture et de clôture du cours d'histoire naturelle des animaux vertébrés et a sang rouge. Plassan, Paris 1798.
- Discours d'ouverture du Cours d'histoire naturelle. Paris 1797.
- Histoire naturelle des quadrupèdes ovipares et des serpens. de Thou, Paris 1788–90.
- Vie de Buffon. Maradan, Amsterdam 1788.
- La poétique de la musique. Paris 1785.
- Physique générale. Paris 1782–84.
- Essai sur l'électricité naturelle et artificielle. Paris 1781.